# Lakelandterriër
De Lakelandterriër is een hondenras dat afkomstig is uit Engeland. Het behoort tot de Terriërs. In Engeland kwam de Old English Broken Haired Black and Tan Terrier voor die wordt gezien als een voorloper van de Lakelandterrier. 
In Wales kwam een vergelijkbaar type hond voor, waar zich later de Welshterrier uit ontwikkeld heeft. Aanhangers van de Welshterrier wijzen er echter met klem op dat beide niet aan elkaar verwant zijn.
Een ander verschil tussen de Lakelandterrier en de Welshterrier is dat de Lakeland gemeenschappelijk bloed voert met de Bedlingtonterrier. Dit heeft onder andere geleid tot de grote kleurvariatie die voorkomt bij de Lakelandterrier en een ietwat lichtere bouw. De Lakelandterrier hoort in geen geval tekenen te tonen van overdrijving van zijn rastypische kenmerken.
In vergelijking is een Lakeland lichter van bouw en leniger en lichtvoetiger dan een Welshterrier. De Welshterrier hoort meer kracht uit te stralen. Oorspronkelijk werd het ras vooral ingezet bij de jacht op vossen, waarbij opgemerkt dient te worden dat de vos uit het Lakedistrict groter is met langere benen dan uit de omliggende gebieden, omdat het Lakedistrict zeer rotsachtig is en de vos minder in eigengegraven holen kon leven. Om deze te kunnen bestrijden diende de Lakeland lang van been te zijn om de snelle vos over de rotsen te kunnen volgen, met grote springkracht en lenigheid. Daarnaast moest hij zich in de kleinste openingen kunnen wurmen, tussen de rotsen door. Er wordt wel gezegd dat waar het hoofd van een Lakeland door kan, de hele Lakeland door kan.

Tegenwoordig is het ras vooral in gebruik als gezelschapshond en dankzij zijn zeer charmante uiterlijk een zeer gewaardeerde showhond. Een volwassen dier is ongeveer 36 centimeter hoog. Zijn gewicht is ongeveer 7,5 kilogram.
Daarmee is de Lakelandterrier de kleinste van de drie terrierrassen die vaak met elkaar vergeleken worden, te weten Welshterrier, Lakelandterrier en Foxterrier.
Rasstandaard:
Algemene verschijning
Vriendelijk, een geboren werker, evenwichtig en compact.
Gedrag en temperament
Vrolijk, onbevreesd gedrag, schrandere uitdrukking, snelle bewegingen, alert. Kloek, vriendelijk en zelfverzekerd.
Hoofd
Goed in verhouding. Lengte van de stop tot de punt van de neus mag niet langer zijn dan die van de achterhoofdsknobbel tot de stop.
Schede
Vlak en fraai belijnd.
Aangezicht
Neus: zwart, behalve bij leverkleurige honden waarbij de neus leverkleurig zal zijn.
Voorsnuit: breed maar niet te lang.
Kaken/gebit: kaken krachtig, gelijkmatig gevormde tanden, een correct scharend gebit, waarvan de snijtanden van de bovenkaak zuiver scharend voor die van de onderkaak zijn geplaatst en recht in de kaken zijn geplaatst.
Ogen: donker of hazelnoot. Schuin geplaatste ogen zijn ongewenst.
Oren: tamelijk smal, V-vormig die alert worden gedragen. Noch te hoog, noch te laag aangezet.
Nek
Gestrekt, licht gebogen, droog.
Ledematen
Voorhand: rechte voorbenen, goede botten.
Schouder: goed schuin geplaatst.
Achterhand: sterk en goed gespierd.
Dijen: lang en krachtig.
Knie: goed gehoekt.
Hakken: laag geplaatst.
Middenvoet: recht.
Voeten: klein, compact, rond met goede voetzolen. Voor- en achterbenen worden recht naar voren bewogen en evenwijdig aan elkaar. De ellebogen bewegen in een loodrecht vlak zonder de flanken te raken, hakken mogen noch naar binnen, noch naar buiten draaien. Een krachtige stuwing vanuit een soepel buigende achterhand.
Vacht
Haar: dicht, hard en waterbestendig met een goede ondervacht.
Kleur: zwart met roestbruine aftekening, blauw met roestbruine aftekening, rood, tarwekleurig, roodgrijsachtig, leverkleurig, blauw of zwart. Witte haarvlekjes op de tenen en de borst zijn ongewenst maar wel toegestaan. Mahoniekleurig en donker roestkleurig is als niet typisch.
Maat en gewicht
Hoogte: niet boven 37 cm (14,5 inch) ter hoogte van de schouder.
Gewicht: reuen 17 lbs (7,7 kg); teven 15 lbs (6,8 kg).
Fouten
Elke afwijking van bovenstaande punten dient weloverwogen in ogenschouw te worden genomen in verhouding tot de ernst van de afwijking. 
NB reuen dienen twee duidelijk waarneembare, volledig in het scrotum afgedaalde testikels te bezitten.
Airedaleterriër ·
Amerikaanse staffordshireterriër ·
Australische silkyterriër ·
Australische terriër ·
Bedlingtonterriër ·
Borderterriër ·
Braziliaanse terriër ·
Bulterriër ·
Cairnterriër ·
Ceskyterriër ·
Dandie Dinmont-terriër ·
Duitse jachtterriër ·
Engelse toyterriër ·
Foxterriër ·
Glen of Imaalterriër ·
Ierse terriër ·
Irish soft-coated wheaten terrier ·
Jackrussellterriër ·
Japanse terriër ·
Kerry blue-terriër ·
Lakelandterriër ·
Manchesterterriër ·
Miniatuur Bulterriër ·
Norfolkterriër ·
Norwichterriër ·
Parson Russell-terriër ·
Schotse terriër ·
Sealyhamterriër ·
Skyeterriër ·
Staffordshire-bulterriër ·
Welsh terriër ·
West Highland white terrier ·
Yorkshireterriër